# Ga Nam Tử
Ga Nam Tử (tiếng Trung: 楠梓車站; bính âm: Nánzǐ Chēzhàn) là một ga đường sắt ở Cao Hùng, Đài Loan do Cục Đường sắt Đài Loan phục vụ .